# بوام‌هلدر
شهر بوام‌هلدر در ایالت راینلند-فالتز در کشور آلمان واقع شده است.